# 정보 인프라스트럭처
정보 인프라스트럭처(information infrastructure 인포메이션 인프라스트럭처[*])는 Ole Hanseth(2002)에 따르면 공유, 발전, 개방, 표준, 이기종의 설치 기반(a shared, evolving, open, standardized, and heterogeneous installed base)이며 Pironti (2006)에 따르면 정보의 생성, 사용, 전송, 저장, 파괴를 지원하는 사람, 프로세스, 프로시저, 도구, 기능 등 기술 전반을 의미한다.
1990년대에 도입되어 이후 10년 간 개선된 정보 인프라스트럭처의 개념은 정보 시스템(IS) 분야에 매우 생산적임이 증명되었다. 조직에서부터 네트워크, 시스템에서부터 인프라스트럭처에 이르기까지 관점을 변화시켰다. 정보 인프라스트럭처는 조직 구성, 분석 관점, 시맨틱 네트워크의 기술 구조이다.
정보 인프라스트럭처(II)의 개념은 1990년대 초에 도입되었으며, 처음에는 정치적인 이니셔티브로서(Gore, 1993 & Bangemann, 1994), 나중에는 IS 연구에서 더 구체적인 개념으로 발전하였다. IS 연구 커뮤니티의 경우 중요한 영감은 사회기술의 권력 구조로서 분석된 휴즈(1983)의 대형 기술 시스템에서 비롯된 것이다.(Bygstad, 2008)

## 같이 보기
- 정보과학
- 온라인 어원 사전

## 참고 문헌
- Bowker, Geoffrey C (1996). “The history of information infrastructures: The case of the international classification of diseases”. 《Information Processing & Management》 32 (1): 49–61. doi:10.1016/0306-4573(95)00049-M.
- Johnson, Nathan R. (2012). “Information Infrastructure as Rhetoric:Tools for Analysis”. 《Poroi: An Interdisciplinary Journal of Rhetorical Analysis and Invention》 8 (1). doi:10.13008/2151-2957.1113.
- Johnson, Nathan R. (2014). “Enhancing the Epistemological Project in the Rhetoric of Science: Information Infrastructure as Tool for Identifying Epistemological Commitments in Scientific and Technical Communities”. 《Poroi: An Interdisciplinary Journal of Rhetorical Analysis and Invention》 10 (2). doi:10.13008/2151-2957.1202.